# 巴克特然·薩金塔耶夫
巴克特然·阿布季羅維奇·薩金塔耶夫（羅馬化：Baqytjan Äbdırūly Sağyntaev，發音：[bɑχətˈʒɑn æbˌdɘrʊˈɫɤ sɑʁənˈtɑjɪf]；1963年10月13日—），是一名哈萨克斯坦政治人物，2016年9月8日起擔任哈萨克斯坦总理。